# Toothpari : L'amour à pleines dents
Toothpari : L'amour à pleines dents (Tooth Pari: When Love Bites) est une série Fantastique Romance  en langue hindi indien de 2023. Créée par Pratim D. Guptaet Produit par  Endemol Shine India. La série est sortie sur Netflix le 20 avril 2023,,.

## Synopsis
Un vampire à l'âme rebelle et aux dents estropiées tombe amoureux d'un dentiste timide dans les rues de Calcutta. Leur amour peut-il survivre à la menace des humains et au mystère ?

## Distribution
- Shantanu Maheshwari : Dr.Bikram Roy
- Tanya Maniktala : Rumi
- Anish Railkar : Ora
- Revathi : Luna Luka
- Tillotama Shome : Meera
- Sikandar Kher (en) : Kartik Pal
- Saswata Chatterjee : David
- Adil Hussain : Adi Deb/A.D.
- Avijit Dutt : Ian Zachariah
- Anindita Bose : Sreela
- Anjan Dutt : Biren Pal
- Kharaj Mukherjee : Chowdhury
- Rajatava Dutta : Mr. Roy
- Swaroopa Ghosh : Mrs. Roy
- Zarina Wahab : Mamata Deb
- Barun Chanda : Haru
- Bhaswar Chatterjee : Kundu
- Chitrak Bandyopadhyay : Badshah
- Keith Anthony Sequeira : Amar

## Épisodes
1. À la surface et sous terre
2. Cutmundus
3. Changement climatique
4. Le test
5. Un monstre
6. Sacrifier pour mieux sauver
7. Mon beau-père et moi
8. Numéro 30